# Bolsa (dinero)
Se llama bolsa a un recipiente de tela o cuero usado para transportar dinero. 
Los antiguos no conocían el uso de las faltriqueras y por esta razón se ponían la bolsa en que guardaban el dinero en la cintura. Los griegos la llamaban balantion y los romanos crumena. 
En la Edad Media no tenían todavía faltriquera los calzones, y por lo mismo se llevaba la bolsa colgando de la cintura. Los cruzados y los peregrinos no se olvidaban antes de partir de hacer bendecir en la iglesia su bolsa y su bordón; y san Luis hizo esta ceremonia en san Dionisio.
En las sepulturas antiguas y en ciertas miniaturas de pergaminos se ven varias figuras con bolsas de diferentes hechuras. Los hombres acostumbraban a llevarlas colgadas junto a la cintura y las mujeres suspendidas de un cordón largo que llegaba hasta la rodilla. 